# Oil (film)
Oil è un documentario del 2009 diretto da Massimiliano Mazzotta.

## Trama
Il documentario svolge un'indagine relativa all'impianto della Saras di Sarroch nei pressi di Cagliari. L'inchiesta verte principalmente sulla sicurezza sul lavoro e su problemi legati all'ambiente. In alcune parti gli intervistati parlano il sardo campidanese.

## Riconoscimenti
- 2009 - Festival Cinemambiente di Torino - Documentari italiani[1]
- 2010 - Flower Film Festival di Assisi
  - Silver Flower
- 2010 - NodoDocFestival di Trieste.